# 城市流行
城市流行（英語：City pop；日语： shitīpoppu），是屬於日本流行音樂（J-pop）的分支，起源於1970年代後期的日本。它是日本國內受西方文化影響衍伸出來的音樂風格，以貝斯、電吉他搭配鲜明的節奏、轻鬆愉悦的旋律為人所知。它在日本經濟泡沫時期（1980年代）達到頂峰 ，多以都市夜生活、男女間的愛慕、夏日海滩度假、夜間下雨以及日落場景为创作主題。自2010年代以來，城市流行音樂透過網路媒介重新發佈流行，並在國際上獲得廣泛關注，並在近年衍伸出如蒸氣波（vaporwave）等具有關聯性質的創新音樂類別。

## 音樂興衰
1970年代，日本流行音樂由「新音樂」（New Music）過渡至城市流行，擁有更現代化的曲調，以及相對先進的歌曲創作和編曲技術，例如大七度和減三和音和弦，這些和弦直接取材於該時代的美國軟搖滾，並在以輕快搖滾樂風搭配日文歌詞的先驅者「Happy End」樂團（成員為細野晴臣、松本隆、大瀧詠一、鈴木茂），以及「Sugar Babe」樂團（主要成員有山下達郎、大貫妙子、村松邦男等人）的唯一專輯《SONGS》（1975年）引領，之後並由大瀧詠一、山下達郎、吉田美奈子、荒井由實、竹内玛莉亚、大貫妙子、南佳孝等人的音樂作品建立基礎，進而將城市流行推廣至普遍社會。
城市流行活躍於1970年代末期至1980年代末期，與日本的科技熱潮緊密相關，城市流行的音樂多半帶有濃烈的都會氣息，同一時期出現的隨身聽、帶有內置音響的汽車、以及各種電子樂器，無疑成為城市流行樂的推廣助手，這種音樂流派與日本當時的技術進步及其新興富裕階層密不可分，城市流行音樂的背後是日本人民生活水準提高，浮動匯率制度的引入和日圓升值帶來的外國文化的湧入，以及東京國際化的社會化，城市人口的興衰經常與日本經濟的興衰重疊。然而隨著1990年代初日本經濟泡沫的破裂，亦造成城市流行音樂的歌曲數量急遽下降。

### 2010年代的復興
隨著網路的流行，衰退的城市流行也漸漸各界音樂人士重新檢視，並從曲調中獲取靈感，並在近年相繼出現各種具有關聯性質的創新流派，如蒸氣波和未來放克（future funk）等加工音樂的基礎。並且由於其類似背景音樂的性質，也影響了低傳真音樂等串流媒體的傳播，以此主題作曲獲得知名的音樂創作者包含MACROSS 82-99、 FNKY NGTH、Night Tempo等團體，其中在2017年，竹內瑪麗亞的《Plastic Love》因在未經授權上傳到，因數據演算法意外推薦給全世界的用戶後，許多用戶開始將《Plastic Love》視為神秘的歌曲，結果受到日本以外地區的熱烈注目，在廣受好評的情況下，也造就城市流行重新受到世人聚焦的契機，許多現今被歸類於此種音樂風格的歌手及團體，如大貫妙子、山下達郎等人的過往作品，因而獲得重新注意與肯定。
2020年12月，已故歌手松原美紀1979年的出道單曲《午夜之門~Stay With Me》（由林哲司作、编曲）在串流媒體Spotify人氣排行榜登頂連續15天，也同時是Apple Music的J-POP排行榜中，首次獲得12個國家榜首的熱門歌曲。

## 代表人物

### 日本
以下所列出歸為此類風格的歌手與樂團，僅為基於消費者立場判斷下的認知，且亦有歌手自身並無相關意圖的情況。 
- 山下達郎[13]

- 竹内瑪麗亞[14]

- 大瀧詠一[15]

- 吉田美奈子（日语：吉田美奈子）

- 黑住憲五（日语：黒住憲五）

- 矢野顯子（日语：矢野顕子）

- 杏里（日语：杏里）

- 南佳孝（日语：南佳孝）

- 小坂忠（日语：小坂忠）

- 角松敏生（日语：角松敏生）

- 大貫妙子[16]

- 松任谷由實[15]

- 細野晴臣[17]

- 寺尾聰

- 杉山清貴

- 松原美紀

- 稲垣潤一（日语：稲垣潤一）

- 中原明子

- 森高千里

- 林哲司

- 織田哲郎

- RA MU（菊池桃子）

- 八神純子（日语：八神純子）

- 麻倉未稀（日语：麻倉未稀）

- 亞蘭知子（日语：亞蘭知子）

- 大橋純子

- 泰葉（日语：泰葉）

- 國分友里惠（日语：国分友里恵）

- 伊藤智恵理（日语：伊藤智恵理）

- 笠井紀美子（日语：笠井紀美子）

- 高中正義（日语：高中正義）[17]

- 松原正樹（日语：松原正樹）

- 具島直子（日语：具島直子）

- 安部恭弘（日语：安部恭弘）

- 山本達彦（日语：山本達彦）

- EPO

- 松下誠（日语：松下誠）

- Bread & Butter（日语：ブレッド&バター）

- 泰葉（日语：泰葉）

- 濱田金吾（日语：濱田金吾）

- 秋元薫（日语：秋元薫）

- Omega Tribe（日语：オメガトライブ）

- PIPER（日语：山本圭右）

- 和田加奈子

- 當山瞳

- 飯島真理

### 台灣
台灣在二十世紀中期到晚期期間受到日本流行文化的影響，引入多位日本歌手曲目而藉以改編為華語翻唱版本，不過介於當時社會氛圍的影響，當時歌手與音樂創作業者等均會面臨嚴格的音樂審查制度，對於對流行音樂的發展構成了極大的阻礙，直到解嚴及近年獨立音樂圈的崛起，此曲派才漸漸重新被注視。

#### 類城市流行類別
- WHY NOT[19]
- 黃韻玲
- 藍心湄
- 比莉
- 王默君
- 潘越雲
- 歐陽菲菲
- 楊昕曦
- 伊能靜
- 恬妞
- 徐佳莉
- 田路路
- 雷絲絲
- 吳秀珠
- 崔苔菁
- 慕潔溪
- 張蓓心
- 陳瓊美
- 曹西平
- 童安格
- 齊秦
- 鄒娟娟
- 安可立

#### 新興類城市流行類別
- 落日飛車
- 雀斑樂團
- 糯米團
- 9m88
- 馬念先
- 庾澄慶
- 王若琳
- 冰球樂團
- 甜約翰
- 椅子樂團
- 溫蒂漫步

### 香港
- 梅艷芳
- 張國榮
- 張學友
- 譚詠麟
- 林憶蓮
- 倫永亮
- 草蜢
- 蔡國權
- 麥潔文
- 力臻
- zpecial
- Dusty Bottle
- Delta T

### 韓國
- Night Tempo（英语：Night Tempo）
- Yerin Baek

### 意大利
- 亞歷山德拉·墨索里尼

## 外部連結
- nippon.com 日本網 - 何以CITY POP在全世界引發風潮？ （页面存档备份，存于）（繁體中文）